# Сардидон
Сардидон (осет. Сардидон) — река в России, протекает в Республике Северная Осетия-Алания.
Устье реки находится в 6,9 км по левому берегу реки Айгамуга. Длина реки составляет 11 км. Площадь водосборного бассейна — 62,3 км².

## Данные водного реестра
По данным государственного водного реестра России относится к Западно-Каспийскому бассейновому округу, водохозяйственный участок реки — Терек от впадения реки Урух до впадения реки Малка, речной подбассейн реки — подбассейн отсутствует. Речной бассейн реки — Реки бассейна Каспийского моря междуречья Терека и Волги.
Код объекта в государственном водном реестре — 07020000412108200003891.